# Bulinus octaploidus
Bulinus octaploidus é uma espécie de gastrópode da família Planorbidae.
É endémica de Etiópia.